# Sierra Mojada (kommun)
Sierra Mojada är en kommun i Mexiko.   Den ligger i delstaten Coahuila, i den centrala delen av landet, 1 000 km nordväst om huvudstaden Mexico City. Antalet invånare är 5 245. Arean är 6 966 kvadratkilometer.
Terrängen i Sierra Mojada är kuperad.
Följande samhällen finns i Sierra Mojada:
- Hércules
- Sierra Mojada
- Salina del Rey
- San José de Carranza